# Charles Moss
Charles Moss, född den 6 mars 1882, död den 25 juli 1963, var en brittisk landsvägscyklist som deltog i olympiska sommarspelen 1912.
Han var en del av det lag som vann silver vid landsvägstävlingen för lag. Han slutade på artonde plats i det individuella linjeloppet.